# Валентин Пензов
Валентин Пензов е български композитор.

## Биография
Роден е на 1 септември 1953 година в Сандански, България. Завършва Лесотехническия институт в София със специалност „Озеленяване“. Една от първите групи, за които работи, е „Тонус“ към Младежкия дом „Владимир Башев“. В тази група Валентин Пензов свири и пее и печели първа награда на конкурса „Златната ябълка“ в Кюстендил. След това създава вокална група „Искри“ към Студентския дом в София. За тази формация пише първите си песни през 1977 г., записани в БНР. През 1980-те представя свои песни на Младежкия конкурс за забавна песен – награда на в-к „Народна младеж“ с група „Импулс“ със солист Веселин Маринов – 1984 година, и радиоконкурса „Пролет“. През 1984 година „LZ“ печели наградата на публиката на „Шлагерфестивал“ в Дрезден, ГДР, с песента му „Frieden“. През 1986 година печели Гран при на композиторския конкурс „Златна антена“ с песен по текст на Димитър Чонгов. През 1991 година с режисьорът П. Радилов създава филма „Вяра, Надежда, Любов“ за БНТ, който става голям хит, а впоследствие с него се открива спътниковата телевизия в България. Най-голяма популярност добива през 1990-те години. През 1993 година е сред основателите на фестивала „Пирин фолк Сандански“ и дългогодишен негов директор – до 2016 година. Там лансира няколко от най-известните ни фолкпевци (Сашка Васева, Илия Луков и др.), което спомага за още по-голямата популярност на композитора и фестивала. Има зад гърба си над 20-годишна активна творческа дейност и десетки шлагери. Пише голяма част от песните на Силвия Кацарова, включени в първия ѝ самостоятелен албум „Без пари“, както и шлагери за Маргарита Хранова („Молитва“, „Обичай ме“, „Клетва“, включени в албума на Маргарита Хранова „Обич моя“, 2008 г., който е изпълнен изцяло с песни по музика на Валентин Пензов), Силвия Кацарова и Васил Найденов („Моля се“), Георги Христов („Мило либе“ – песен на годината в класацията на БНР за 1996 г.), Петя Буюклиева („Вина“, „На Ванга“), Нели Рангелова („Съмнения“, „Въпрос в очите“), Васил Найденов („В края на века“), дует „Ритон“ („Трябва ли“, „Ех, живот“), Кристина Димитрова и Орлин Горанов („Милион и едно“).
През 1998 година е удостоен с голямата награда „Златният Орфей“ за песента „Кажи ми докога“. Повтаря този успех и през 2003 година. Носител на много награди.
Автор на рок операта „Изцеление“ (1992 г.) по мотиви на българската православна музика.
Умира на 14 април 2019 година.

## Дискография
- 1984 – „Песни за белия град 2“[6]
(SP, Балкантон – ВТК 3787)
- 1986 – „Поздрав от Струмяни“[7]
(SP, Балкантон – ВТК 3896)
- 2006 – „Във времето с песните на Валентин Пензов“
(CD, Sunrise Marinov – SM 0169-2)
- 2008 – „Маргарита Хранова. Обич моя“
(CD, Орфей мюзик)
- 2016 – „С Македония в сърцето“
(2 CD, Sunrise Marinov)

## Видео албуми
- 2007 – „Пирин фолк с песните на Валентин Пензов“[8]
(DVD, Sunrise Marinov – SM 0183)